# Ferdinando Coppola
Ferdinando Coppola né le 10 juin 1978 à Naples, est un footballeur italien évoluant au poste de gardien de but au sein du Hellas Vérone.

## Biographie

### Ses débuts
Formé au SSC Naples, Ferdinando Coppola débute en Serie A à 20 ans, en 1998. La saison suivante, il est le troisième gardien de l'équipe en Serie B. Il ne joue que deux matchs. Il est sélectionné en équipe d'Italie espoirs mais ne joue pas. La saison suivante, 2000-01, après avoir commencé la saison comme second gardien après Alessio Bandieri, il s'impose dans l'équipe et permet au club, 2e, de remonter dans l'élite.
La saison suivante, en Serie A, Ferdinando Coppola part titulaire mais l'arrivée de l'expérimenté Francesco Mancini (en) le pousse à la faute et il enchaîne de très mauvaises performances. Quelques jours plus tard, il part au mercato d'hiver, en prêt, au Bologna en Serie A, comme remplaçant de Gianluca Pagliuca. Il ne joue pas mais Bologna décide de l'acheter à la fin de la saison. Il restera trois saisons en tant que réserviste, ne jouant que la Coupe d'Italie.
En 2003, il quitte son cocon pour tenter de jouer et signe à l'Ascoli en Serie B. Une grave blessure le prive de toute la préparation d'avant-saison et Coppola se retrouve à nouveau gardien remplaçant. Il est alors prêté en janvier en Serie A à la Reggina. Il ne joue que deux matchs mais ses prestations auront été très surprenantes. Il retourne à l'Ascoli pour la saison 2004-05. Il débute en que 2e gardien mais il s'impose à mi-championnat, amenant l'équipe aux play-off et à la victoire synonyme de montée surprise en Serie A. Ferdinando Coppola gagne ainsi sa première saison de titulaire incontesté en Serie A. Il jouera tous les matchs. Le club se sauvera et frôlera même les places européennes. Coppola obtient enfin la reconnaissance.
En 2006, c'est le Milan AC qui le fait signer alors qu'il avait terminé son contrat. Dida étant confirmé titulaire, il joue pour la place de 2e gardien avec l'australien Željko Kalac. Finalement, malgré de bonnes prestations estivales, il décide, pour jouer, d'accepter un prêt du Piacenza en Serie B. Il est titulaire et manque de peu la montée.
Il revient au Milan AC et est tout de suite prêté à l'Atalanta pour la saison 2007-08. Il fait une saison époustouflante, ne rate pas une minute du championnat, et l'équipe termine à une bonne 9e place. L'équipe se permet de battre le Milan AC à Milan, dans le derby lombard, avec Coppola qui arrête un penalty de Pirlo dans les dernières minutes. L'Atalanta rachète le contrat de Coppola pour 900.000 euros. 
Après 140 matchs consécutifs, il est remplacé comme gardien titulaire durant la saison 2008-09, l'entraîneur Luigi Del Neri lui préfère le jeune espoir Andrea Consigli. Avec l'arrivée de Bortolo Mutti lors de la saison 2009-10, il rejoue avec plus de régularité.

## Carrière
(mars 2018).
- 1996-2000 :  SSC Naples
- 2000-2003 :  Bologna
- 2003-2006 :  Ascoli
  - jan. 2004-2004 :  Reggina (prêt)
- 2006-jan. 2013 :  Milan AC
  - 2006-2007 :  Piacenza (prêt)
  - 2007-2010 :  Atalanta (prêt)
  - 2010-2011 :  AC Sienne (prêt)
  - 2011-2012 :  Torino FC (prêt)
- jan. 2013-2013 :  Torino FC
- 2013-2014 :  Milan AC
- depuis 2014 :  Bologne[1]